# Cimbres
Cimbres ist eine Gemeinde (Freguesia) im portugiesischen Kreis Armamar. In ihr leben 270 Einwohner (Stand 19. April 2021).

## Persönlichkeiten
- Joaquim Proença Dionísio (* 1968), römisch-katholischer Geistlicher, Weihbischof in Porto